# Бабаевский, Семён Петрович
Семён Петро́вич Бабае́вский (1909—2000) — русский советский писатель и журналист, мемуарист. Лауреат трёх Сталинских премий (1949, 1950, 1951). 

## Биография
Родился 24 мая (6 июня) 1909 года в селе Кунье (ныне в Харьковской области Украины) в бедной крестьянской семье. В 1910 году семья переехала на Кубань, где и прошли детство и юность будущего писателя. Стал одним из основателей и руководителей комсомольской ячейки хутора Маковского (1925). Во время коллективизации заведовал избой-читальней (1929—1931).
Начал писать рассказы в 16 лет. Писателем решил стать под влиянием творчества и биографии М. Горького. Дебютировал в печати в 1929 году рассказом «Водка довела», опубликованным в ростовской газете «Сельский пахарь» под псевдонимом. Окончив курсы пропагандистов в Армавире (1930), работал в городской газете «Трудовой путь» (ныне «Армавирский собеседник»).
Образование ограничивалось начальной школой. Экзамены за среднюю школу сдал экстерном. Заочно окончил Литературный институт имени М. Горького в 1939 году. В 1931—1940 годах был ответственным секретарём редакции газеты «Красная Черкесия», литературным работником и спецкором газет «Армавирская коммуна», «Молодой ленинец» и «Ставропольская правда», заведующим литературным отделом газеты «Пятигорская правда». Член ВКП(б) с 1939 года.
В 1941—1946 годах служил в РККА, сначала в действующих казачьих частях, затем работал редактором дивизионной газеты и корреспондентом фронтовой газеты «Боец РККА».
Депутат ВС СССР 3—4-го созывов (1950—1958) от Ставропольского края.
С 1958 года Бабаевский Семён Петрович работал в редакции журнала «Октябрь».
Умер 28 марта 2000 года. Похоронен в Москве в колумбарии Николо-Архангельского кладбища.

## Творчество
После первых публикаций конца 1920-х — начала 1930-х годов последовали сборник рассказов «Гордость» (Пятигорск, 1936) и цикл «Кубанские рассказы» (1937). В рассказах и повестях «По станицам» (1940), «Белая Мечеть» (1943), «Гусиный остров» (1944), «Сестры» (1945) изображал жизнь колхозной Кубани.
В романе «Кавалер Золотой Звезды» (книги 1—2, (1947—1948); и в его продолжении — романе «Свет над землёй» (кн. 1; (1949); и (кн.2; (1950); изобразил восстановление разрушенного войной колхоза. В этих произведениях сказалось влияние теории бесконфликтности, выразившееся в приукрашивании действительности и сглаживании трудностей послевоенного колхозного строительства. Главным героем дилогии, организующим подъём в послевоенном селе, выступает фронтовик Сергей Тутаринов (его прототипом стал Герой Советского Союза Константин Яковлевич Лаптев).
Энергия и настойчивость главного героя оказывались чуть ли не единственно ценными качествами, благодаря которым решались все проблемы и преодолевались все трудности. Это подрывало читательское доверие к произведению. А при чтении романа «Свет над землёй» уже создавалось впечатление, что все проблемы в деревне решены с волшебной лёгкостью и быстротой..
Составившие дилогию произведения переведены на многие языки; по романам созданы фильм «Кавалер Золотой Звезды» режиссёра Ю. Я. Райзмана (1951), пьеса, опера Ю. С. Бирюкова (1956).
В 1972 году в журнале «Октябрь» был опубликован его роман «Современники».
Автор сборников повестей и рассказов «Сухая буйвола» (1958), «По путям-дорогам» (1958), «Сестры» (1958), «Четыре Раисы» (1959), «Доброта» (1989) и других, книги очерков «Ветви Старого Вяза: Из китайских дневников» (1957), романов «Сыновний бунт» (1961), «Родимый край» (1964), «Белый свет» (кн. 1 — 2; 1967—1968), «Современники» (1973), «Станица» (1971—1976), «Приволье» (1980), «Как жить?» (1983).

### Награды и премии
- Сталинская премия первой степени (1949) — за роман «Кавалер Золотой Звезды» (1948)[8]
- Сталинская премия первой степени (1950) — за 1-ю книгу романа «Свет над землёй» (1949)
- Сталинская премия второй степени (1951) — за 2-ю книгу романа «Свет над землёй» (1950)
- орден Отечественной войны 2-й степени (1985)[9]
- три ордена Трудового Красного Знамени (в том числе 1959)
- медаль «За оборону Кавказа»
- другие медали

## Сочинения
- Собрание сочинений в пяти томах. М., Художественная литература, 1979—1981.
- Избранные произведения в 2-х томах. М., Художественная литература, 1971
- Гусиный остров. Ставрополь, 1946
- Белая мечеть. Ставрополь,1948
- Кавалер Золотой звезды. Ставрополь, 1947—1948.
- Свет над землёй, 1949—1950
- Кубанские повести. Ставрополь,1956
- Родниковая роща. М., 1956
- Белая мечеть. М., 1958
- Сёстры. Краснодар, 1958
- Четыре Раисы. М., Профиздат, 1959
- Сыновний бунт. М., 1961
- Сухая Буйвола. М., 1963
- Родимый край. М., Художественная литература, 1964
- Белый свет. Кн.1-2. М., 1968—1969
- Митино счастье. — М., Детская литература, 1969
- На хуторе Вербовом. М., 1973
- Современники. М., Советский писатель,1974
- Станица. 1976—1977
- Приволье. М., Советский писатель, 1980
- Сельские повести. М., Современник, 1986
- Доброта. М., Советский писатель, 1989
- Последнее сказание: мемуарная повесть // Наш современник. — 1997. — № 5. — С. 182—205. — (Проза). — Окончание: № 6. — С. 101—132

## Память
В Ленинском районе Астрахани расположен целый микрорайон, названный в честь Семёна Петровича Бабаевского, а также в этом микрорайоне присутствует улица и переулок Бабаевского.
В 1999 году в Ставропольском крае учреждена премия им. С. П. Бабаевского.